# Neophaenis frauenfeldi
Neophaenis frauenfeldi là một loài bướm đêm trong họ Noctuidae.